# Géza Weisz
Géza Weisz (Amsterdam, 26 december 1986) is een Nederlandse acteur, dj en restauranthouder.

## Jeugd
Weisz is de zoon van regisseur Frans Weisz en psychoanalytica Regina Weisz. Zijn familie heeft een Joodse achtergrond en de geschiedenis van de Holocaust heeft een grote invloed gehad op zijn jeugd. Zijn grootvader werd tijdens de Tweede Wereldoorlog in Auschwitz vermoord, terwijl zijn vader de oorlog overleefde door onder te duiken. Deze familiegeschiedenis werd binnen het gezin openlijk besproken, maar niet op een beladen manier. Zijn moeder koos ervoor om psychoanalytica te worden, deels om de impact van het verleden te begrijpen en te verwerken.
Weisz doorliep het Barlaeus Gymnasium in Amsterdam en deed daarna auditie voor zowel de Toneelschool Amsterdam als de Toneelacademie Maastricht, maar hij werd voor beide opleidingen afgewezen. Hij begon vervolgens te werken bij Kemna Casting, waar hij ervaring opdeed in de film- en televisiewereld.

## Carrière
Weisz maakte zijn filmdebuut in de speelfilm Timboektoe. Later speelde hij in theaterproducties van Sanne Vogel. Na een tweede poging werd Weisz toegelaten tot de Toneelschool Amsterdam, waar hij in 2012 afstudeerde.
Weisz ontwikkelde zich daarnaast als dj en trad op in bekende Amsterdamse clubs, zoals Jimmy Woo, AIR en de Chicago Social Club. In de horeca is hij mede-eigenaar van de restaurants Oeuf, Gertrude en Trees in Amsterdam.
In 2022 verscheen Weisz in de Netflix-documentaire Voices of Liberation. Deze 11-delige serie richtte zich op de bevrijdingsroute door Europa tijdens de Tweede Wereldoorlog. Weisz vertelde hierin over zijn familiegeschiedenis en las voor het eerst het dagboek van zijn grootvader, die in Auschwitz werd vermoord.

## Persoonlijk leven
Weisz heeft sinds 2019 een relatie met Ella Amma, een social media influencer met meer dan tienduizend volgers op Instagram. Het stel deelt regelmatig foto's en berichten over hun relatie. Weisz noemde Ella en hun hond het beste cadeau dat hij in 2018 ontving.

## Filmografie

### Theater
- 2004 Pleuris
- 2007 River & Mountain